# Benny Peiser
Pour les articles homonymes, voir Peiser.
Benny Peiser est un anthropologue social israélo-britannique né en 1957 à Haïfa en Israël. Il est spécialisé dans l'impact environnemental et socio-économique des activités physiques sur la santé. Il est maître de conférences à l'Université de Liverpool John Moores et professeur invité à l'Université de Buckingham.
En 1997 il fonde le Cambridge Conference Network. Il reconnaît qu'il n'est « pas un climatologue » et qu'il « ne l’a jamais prétendu ». En tant qu'anthropologue social, il s'intéresse à « la façon dont le changement climatique est présenté comme une catastrophe potentielle et à la façon dont nous y répondons ».
Dénialiste du changement climatique, Benny Peiser devient en 2009 le directeur du groupe de lobbying britannique Global Warming Policy Foundation. Il est également coéditeur du journal Energy & Environment et contribue régulièrement au National Post du Canada.

## Jeunesse et études
Né en 1957, de parents allemands à Haïfa en Israël, la famille de Benny Peiser retourne très rapidement en Allemagne. Il grandit à Francfort-sur-le-Main et « passe les 35 premières années de sa vie » en Allemagne.
Benny Peiser étudie la science politique, l’anglais et les sciences du sport à l'Université de Francfort, y recevant un doctorat en études culturelles en 1993, pour son étude de l'histoire, de l'archéologie et de l'histoire naturelle des problèmes grecs à l'époque des Jeux olympiques antiques,.
Attiré par « des inquiétudes au sujet de l'énergie nucléaire et de ses déchets », il aurait été impliqué dans le Parti vert allemand alors qu'il était étudiant.
Après avoir terminé son doctorat, Benny Peiser déménage à Liverpool en Angleterre, pour occuper un poster de lecteur à l'Université de Liverpool John Moores.

## Carrière et recherches
Benny Peiser commence sa carrière en tant qu'historien des sports antiques à l'Université de Francfort. La liste de ses intérêts de recherches qu'il établit à l'Université de Liverpool, contient, par exemple, les sujets suivants : les effets des changements environnementaux et des événements catastrophiques sur la pensée contemporaine et l'évolution de la société, le changement climatique et la communication scientifique, la politique climatique internationale, les risques liés aux objets et satellites proches de la Terre, ou encore les impacts environnementaux et socio-économique de l'activité physique.

## Autres intérêts
Benny Peiser est membre du Spaceguard du Royaume-Uni et d'un blog libertairen allemand Achse des Guten (L'Axe du Bien),. Un astéroïde de 10 kilomètres de long, (7107) Peiser, est nommé en son honneur par l'Union astronomique internationale.

## Publications
- (de) Benny Peiser, Das dunkle Zeitalter Olympias : Kritische Untersuchung der historischen, archaeologischen und naturgeschichtlichen Probleme der griechischen Achsenzeit am Beispiel der antiken Olympischen Spiele., Francfort-sur-le-Main, P. Lang, 1993 (ISBN 978-3-631-46522-6).
- (en) Benny Peiser et Trevor Palmer, Natural Catastrophes during Bronze Age Civilisations : Archeological, Geological, Astronomical and Cultural Perspectives, Oxford, Archeopress, 1998 (ISBN 978-0-86054-916-1).
- (en) Benny Peiser, Adapt or Die : The Science, Politics and Economics of Climate Change, Londres, Profile, coll. « Climate Change and Civilisation Collapse, in Okonski, Kendra », 2003, 301 p. (ISBN 978-1-86197-795-3).
- (en) Benny Peiser et Michael Paine, « The Frequency and Consequences of Cosmic Impacts since the Demise of the Dinosaurs », Bioastronomy 2002: Life among the Stars, Sydney, R. Norris & F. Stootman,‎ 2004, p. 214 à 226 (lire en ligne, consulté le 15 novembre 2019).
- (en) Benny Peiser et Thomas Reilly, « Environmental Factors in the Summer Olympics in Historical Perspective », Journal of Sports Science, vol. 22, no 10,‎ 2004, p. 981 à 1002 (PMID 15768729, DOI 10.1080/02640410400000298).
- (en) Benny Peiser, « From Genocide to Ecocide: The Rape of Rapa Nui », Energy & Environment, vol. 16, nos 3 et 4,‎ 1er juin 2005, p. 513 à 539 (DOI 10.1260/0958305054672385).
- (en) Benny Peiser, « Cultural Aspects of Neo-Catastrophism: Implications for Archaeoastronomy », Current Studies in Archaeoastronomy, Durham, The Carolina Academic Press,‎ 2005, p. 25 à 37.
- (en) Benny Peiser et Thomas Reilly, « Seasonal Variations in Health-Related Human Physical Activity », Sports Medicine, vol. 36, no 6,‎ 2006, p. 473 à 485 (PMID 16737341, DOI 10.2165/00007256-200636060-00002).
- (en) Benny Peiser, S. Kelley et A. Ball, Near Earth Objects and the Impact Hazard, Open University, 2006, 120 p. (ISBN 978-0-7492-1887-4).
- (en) Benny Peiser, Thomas Reilly, Greg Atkinson, Barry Drust et Jim Waterhouse, « Seasonal Changes and Physiological Responses: Their Impact on Activity, Health, Exercise and Athletic Performance », International SportMed Journal, vol. 7, no 1,‎ 2006, p. 16 à 32 (ISSN 1528-3356).
- (en) Barry W. Brook, David A. Burney, Timothy F. Flannery, Michael K. Gagan, Dizzy Gillespie, Chris Johnson, Peter Kershaw, John Magee, Paul Martin, Gifford H. Miller, Benny Peiser et Richard G. Roberts, « Would the Australian Megafauna Have Become Extinct if Humans Had Never Colonised the Continent? », Quaternary Science Reviews, vol. 26, nos 1 et 2,‎ janvier 2007 (DOI 10.1016/j.quascirev.2006.10.008).